# Refuge des Anges au Morion
Le refuge des Anges au Morion se trouve dans le Valgrisenche, dans la commune du même nom, dans les Alpes grées italiennes à 2 912 mètres.

## Histoire
À la place de ce refuge se trouvait autrefois le refuge Cléa Scavarda, qui fut abandonné au début des années 1990 après un incendie. Les travaux de reconstruction ont été entamés par les bénévoles de l'opération Mato Grosso en 2003. Le nouveau refuge a été inauguré en 2005, et il compte plus de 50 lits et un restaurant. La gestion a été confiée aux bénévoles et les recettes sont constamment adressées aux missions en Amérique latine de l'opération Mato Grosso.

## Caractéristiques et informations
Ce refuge se situe sur une crête au pied du glacier du Morion de la Tête du Ruitor, dans une position très panoramique qui comprend l'aiguille de la Grande Sassière, le Grand Paradis, le mont Rose, le Cervin et le Grand Combin.
Il est ouvert de mars à mai sur réservation, et de juin à septembre.

## Accès
Deux accès sont possibles :
- depuis le chef-lieu de Valgrisenche ;
- depuis le hameau Bonne de Valgrisenche. Du lac de Beauregard (1 770 mètres) on commence à monter le long du sentier qui mène à l'alpage de l'Arp vieille (2 200 mètres), à l'ancienne caserne capitain Crova (2 430 mètres), et au Plan de Brey, pour atteindre enfin la terrasse naturelle où se situe le refuge.

## Ascensions
- Tête du Ruitor - 3 486 mètres

## Traversées
- Refuge Albert Deffeyes - 2 494 mètres